# Slave Play
Slave Play (с англ. — «Рабская пьеса», «Игра в раба») — трёхактная пьеса американского драматурга Джереми О. Харриса о межрасовых отношениях, написанная им на первом курсе Йельской школе драмы. Впервые представлена на большой сцене 19 ноября 2018 года во внебродвейской Нью-йоркской театральной мастерской под режиссурой Роберта О’Хары. На Бродвее — в Театре Джона Голдена — показ постановки начался 10 сентября 2019 года, с официальной премьерой 6 октября.
В 2019 году работа была номинирована на премии Лиги внебродвейских театров и продюсеров имени Люсиль Лортел за лучшую пьесу и лучшую мужскую роль (Ато Блэнксон-Вуд) и премию «Драма Деск» за лучшее освещение, удостоена (в лице постановщика Клэр Уорден) премии «Драма Деск» за лучшую хореографию боевых сцен.

## Сюжет
Действие первого акта, «Work» (с англ. — «Проработать»), начинается на южной хлопковой плантации в период до Гражданской войны в США. Три показанных встречи наедине персонажей, относящихся к разным расам, оканчиваются половой связью между ними: так, хоть и не желающий себя ассоциировать с другими «белыми хозяевами» надсмотрщик Джим принуждает к сексу рабыню Канишу, увидев, что она с готовностью принимает унижения от него; хозяйка Алана, стремящаяся ощущить власть над крепким рабом-мулатом Филлипом, сначала требует от него сыграть на скрипке, а затем заставляет принять участие в БДСМ-акте; враждебная стычка белого слуги Дастина, связанного долговым контрактом, и поставленного над ним надсмотрщиком раба Гэри также заканчивается их интимной близостью.
Джим, не ожидав, что Каниша попросит назвать её «грязной негритянкой», произносит стоп-слово, и с появлением пары психоаналитиков-консультантов Теа и Патриши (также различной расовой принадлежности и, как выясняется в дальнейшем, тоже состоящих в сексуальных отношениях) зрителю раскрывается, что на самом деле персонажи — современные пары, участвующие в ролевой игре в рамках «Довоенной сексуальной терапии» с целью восстановить влечение, пропавшее у темнокожих партнёров. Второй акт, «Process» (с англ. — «Проанализировать»), посвящён сеансу групповой терапии между ними.
В третьем акте, «Exorcise» (с англ. — «Исторгнуть»), фокус вновь переносится на Джима и Канишу. Она произносит монолог[уточнить] о том, что он не слушает её, и своём осознании, что проблема не в ней, а в расе Джима, сославшись в частности на истребление индейцев европейскими колонизаторами. Джим грубо овладевает ею, не встречая её возражений, и в завершение Каниша благодарит его за то, что он выслушал.

## Создание

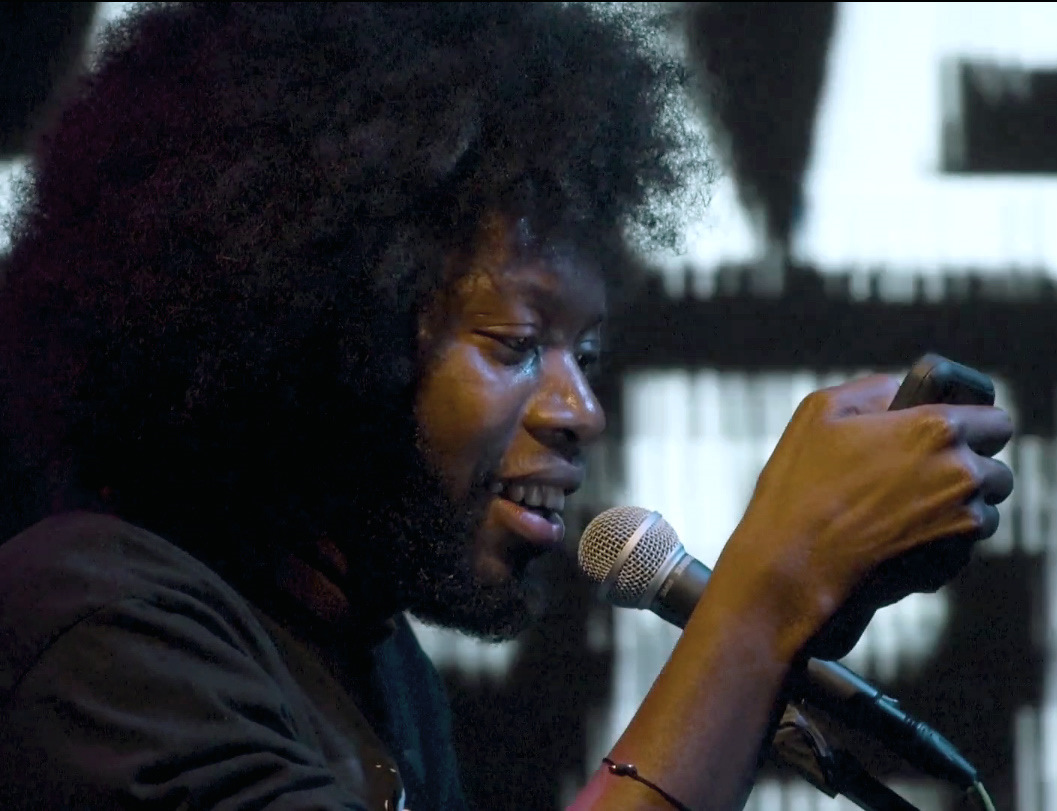
Автор пьесы Джереми О. Харрис

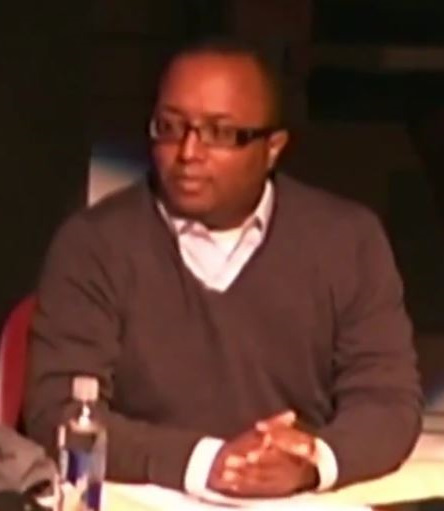
Режиссёр постановки в Нью-йоркская театральная мастерская и Театр Джона Голдена О’Хара, Роберт

Впервые идеи, лёгшие в основу будущего произведения, Джереми Харрис изложил при поступлении в Йельскую школу драмы. По его словам, пьеса была им написана уже в первый семестр обучения[уточнить] (Харрис окончил Йель в 2019 году) в подарок другу, писателю Максвеллу Нили-Коэну, настоявшему на том, чтобы Харрис не отбрасывал задумку об этом. При создании автор вдохновлялся в том числе работами художников Кары Уокер, Нджидеки Кросби, Лайла Харриса, Лорны Симпсон, Пола Сепуи, Криса Офили, Фэйт Рингголд и Керри Мэй Уимс. В октябре 2017 года Slave Play под режиссурой сокурсницы Харриса Эммы Вайнштейн была представлена в университетском Театре Айзмана в рамках ежегодного Фестиваля новых произведений им. Лэнгстона Хьюза.
В апреле 2018 года работе были присуждены Канинские драматургические премии Американского студенческого театрального фестиваля Кеннеди-центра: Премия Розы Паркс за пьесу на тему социальной справедливости или гражданских прав и Премия Лоррейн Хэнсберри за пьесу об аспектах жизни афроамериканцев. Тогда же постановка была анонсирована в зимнем репертуаре 2018—2019 годов Нью-йоркской театральной мастерской (NYTW) и взята в программу разработки Национальной конференции драматургов Театрального центра им. Юджина О’Нила. Позднее в том же месяце режиссёром был объявлен Роберт О’Хара, знакомый с Харрисом со времён недолгого обучения того в Университете Де Поля и бывший одним из его преподавателей в Йеле (по одной из первых рекомендаций О’Хары из пьесы были убраны антракты). В конце июля 2018 года на конференции прошло первое публичное чтение произведения.
Предпоказы спектакля в NYTW под патронажем продюсерской компании Seaview Productions начались 19 ноября 2018 года. В связи с высокой популярностью период показа ещё до официальной премьеры, назначенной на 9 декабря, был продлён с переносом финального представления с изначально предполагавшейся даты 30 декабря на 13 января 2019 года. В течение следующих двух недель были раскуплены билеты на все выступления. 10 % от прибыли спектакля при посредничестве социальной продюсерской компании Эбигейл Дисней Level Forward переводятся американскому некоммерческому Национальному чёрному театру и организаторам благотворительной кампании Black Tickets Project в Великобритании, в рамках которой билеты на театральные представления бесплатно распространяются среди чернокожих молодых людей.
В июле 2019 года Эдинбургский университет включил произведение в тройку номинантов на старейшую литературную награду Великобритании Мемориальную премию Джеймса Тейта Блэка, однако в итоге та досталась трагикомедии Клэр Бэррон Dance Nation.
10 сентября 2019 года была запущена серия предварительных показов постановки в Театре Джона Голдена на Бродвее. Широкое внимание прессы привлекло посещение одного из них певицей Рианной: она опоздала к программному началу (в связи с чем Харрис его задержал), а во время представления была замечена переписывающейся по мобильному телефону. Позже Джереми Харрис отметил, что не придаёт большого значения подобным личным занятиям зрителей, и сообщил при этом, что писала она именно ему и на тему спектакля, а также выразил восхищение ей, в том числе назвав «святым покровителем» и «девятым персонажем» своей пьесы. Официальная премьера состоялась 6 октября.

## Сценография

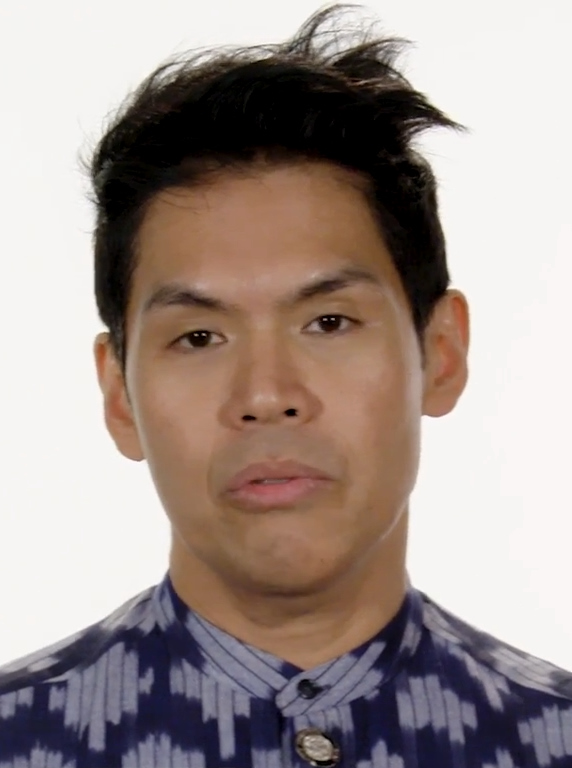
Сценограф Рамос, Клинт

За сценографию Slave Play в NYTW и на Бродвее отвечал лауреат премии Люсиль Лортел за оформление пьесы Wild With Happy (2013) и премии Obie за Wild Goose Dreams (2019) Клинт Рамос. Основу декораций спектакля составляют зеркальные панели, занимающие весь задник. По мнению профессора драматического искусства Городского университета Нью-Йорка Сэмюэла Лейтера, с ходу это производит впечатление популярной «коридорной» планировки сцены. Сами эти декорации он сравнивает с первоначальными версиями мюзиклов «Кабаре» и «Кордебалет». Вместе с членами аудитории в зеркальной стене отражается расположенное над залом изображение плантаторского дома. В периоды, когда в основном приглушённое освещение усиливается, зрители могут видеть себя столь же отчётливо, как происходящее на сцене. Над самим зеркалом размещена составленная из неоновых букв цитата из песни Рианны «Work»: «Nuh body touch me you nuh righteous» (c барбадосского креола — «Не трогай меня, ты не чист душой»). В 3-м акте зеркала поворачиваются таким образом, что аудитории остаются видны в отражении только актёры.

## Реакция критиков
Через некоторое время после премьеры рядом возмутившихся содержанием пьесы, посчитавших его оскорбительно расистским в отношении чернокожих, начал популяризироваться хэштег #ShutDownSlavePlay (с англ. — «Закрыть Slave Play») в социальной сети Twitter и была составлена онлайн-петиция с аналогичными требованиями (она собрала 4000 подписей ко второй неделе января 2019 года и около 6 тысяч — к бродвейской премьере 6 октября 2019 года). Джереми Харрис обвинил в педалировании критики подобного рода блог об афроамериканском шоу-бизнесе Media Take Out и YouTube-видеоблогера и независимого документалиста Тарика Нашида, связавшего с демонстрируемым в пьесе характером межрасовых отношений смерть от передозировки наркотиков двоих чернокожих геев, постояльцев ЛГБТ-активиста Демократической партии Эда Бака.
Критик Элизабет Винсентелли отметила содержательное и стилистическое сходство Slave Play (но не в изобретательности и уровне мастерства воплощения) с пьесами «Окторон» (2014) Брэндена Джейкобса-Дженкинса и Underground Railroad Game (2016) Скотта Шеппарда и Дженнифер Кидуэлл. Крис Джонс указывает на то, что c работой Харриса в свою очередь перекликается, несколько отличаясь по охвату, пьеса Айка Холтера Red Rex, чей показ начался в чикагском театре «Стип» в начале 2019 года, в целом по сути также идейно противостоя произведениям на расовую тему, выгоду от которых — возможно, нематериальную — получают белые либерального толка (как, например, фильм «Зелёная книга»).

## Награды
Американский студенческий театральный фестиваль Кеннеди-центра
- Премия Розы Паркс,
- Премия Лоррейн Хэнсберри[17].

Премия Люсиль Лортел
- Номинация — Лучшая пьеса,
- Номинация — Лучший актёр — Ато Блэнксон-Вуд[4].

Премия «Драма Деск»
- Номинация — Лучшее освещение — Цзиюнь Чжан,
- Победа — Лучшая хореография боевых сцен — Клэр Уорден[5].

Мемориальная премия Джеймса Тэйта Блэка
- Номинация — Лучшая драма[31].